# A3高速公路 (葡萄牙)
A3高速公路（葡萄牙語：A3 Autoestrada），又稱米尼奧高速公路（Auto-Estrada do Minho），是一條連接葡萄牙北部重鎮波爾圖和接壤西班牙的瓦倫薩的高速公路，全長112公里。設有十五處交流道和兩個服務站。
1988年波爾圖至馬亞通車，1994年通車至布拉加，1998年全段通車。全段是北延至拉科魯尼亞的歐洲E1公路的一部份。